# Петрес
Петрес (валенс. Petrés, ісп. Petrés) — муніципалітет в Іспанії, у складі автономної спільноти Валенсія, у провінції Валенсія. Населення — 995 осіб (2010).

## Географія
Муніципалітет розташований на відстані близько 300 км на схід від Мадрида, 24 км на північ від Валенсії.

## Демографія
Динаміка населення (INE ):

## Галерея зображень

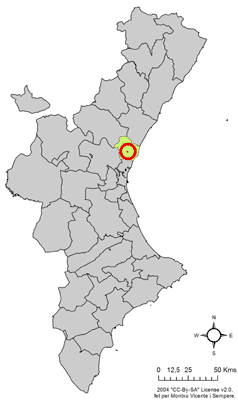
Розташування муніципалітету Петрес у автономній спільноті Валенсія
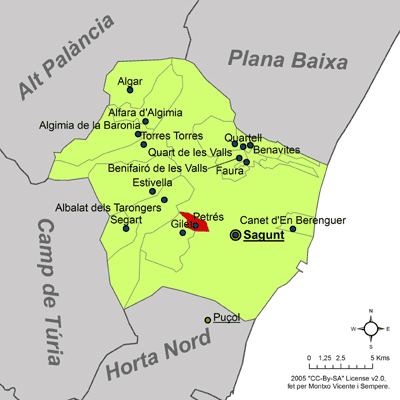
Розташування муніципалітету Петрес у комарці Кампо-де-Морведре
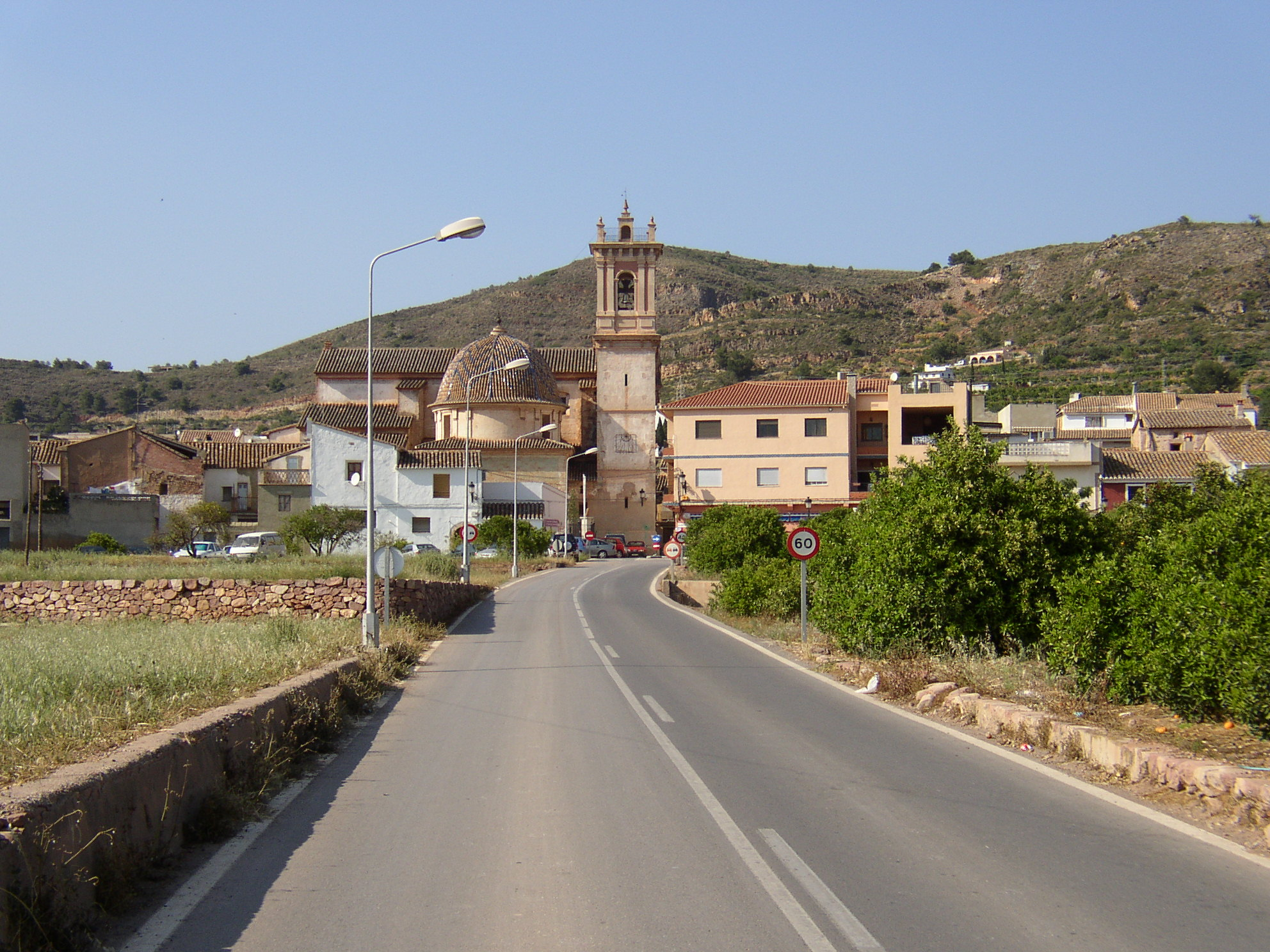
Панорама